# Fouti
Fouti est une localité située dans le département de Boussouma de la province du Sandbondtenga dans la région des Kuilsé au Burkina Faso.

## Géographie
Fouti est situé à 5 km au nord de Soaga, à 17 km au sud-est de Boussouma, le chef-lieu du département, et à 35 km au sud-est du centre de Kaya, la principale ville de la région. Le village est à 2 km à l'ouest de la route régionale 7.

## Économie
L'agro-pastoralisme est l'activité économique principale du village qui bénéficie dans ces domaines de l'aide technique et pédagogique des associations ATAD et Autre Terre.

## Éducation et santé
Le centre de soins le plus proche de Fouti est le centre de santé et de promotion sociale (CSPS) de Soaga tandis que le centre médical avec antenne chirurgicale (CMA) se trouve à Boussouma et que le centre hospitalier régional (CHR) est à Kaya.